# Masques de Mercadia
Les Masques de Mercadia (Mercadian Masques) est la première édition du Bloc Mercadia du jeu de cartes à collectionner Magic : l'assemblée. Cette édition sortie le 4 octobre 1999 ouvre le cycle Mascarade, qui comprend également Némesis et Prophétie. On y trouve l'opposition entre les rebelles et les mercenaires. Edition comprenant 350 cartes, elle est relativement pauvre en bonnes cartes, même si quelques-unes comme le Port Rishadan sortent du lot.